# Astrotricha umbrosa
Astrotricha umbrosa är en araliaväxtart som beskrevs av Anthony R. Bean. Astrotricha umbrosa ingår i släktet Astrotricha och familjen Araliaceae. Inga underarter finns listade.